# Szamostatárfalva
Szamostatárfalva (ehemals Tatárfalva) ist eine ungarische Gemeinde im Kreis Csenger im Komitat Szabolcs-Szatmár-Bereg.

## Geografische Lage
Szamostatárfalva liegt viereinhalb Kilometer nördlich der Kreisstadt Csenger am rechten Ufer des Flusses Szamos. Nachbargemeinden sind Szamosangyalos am gegenüberliegenden Ufer des Flusses und Szamosbecs im Südosten.

## Sehenswürdigkeiten
- Reformierte Backsteinkirche, ursprünglich im Mittelalter erbaut, 1965 restauriert
- Glockenturm aus Holz, neben der Kirche

## Verkehr
Szamostatárfalva ist nur über die Nebenstraße Nr. 41141 zu erreichen. Es bestehen Busverbindungen über Szamosbecs nach Csenger und nach Csengersima sowie Csegöld. Der nächstgelegene Bahnhof befindet sich in Csenger.